# Diego de Astorga y Céspedes
Diego de Astorga y Céspedes (Gibilterra, 17 ottobre 1664 – Madrid, 9 febbraio 1734) è stato un cardinale e arcivescovo cattolico spagnolo.

## Biografia
Nato a Gibilterra nel 1664, studiò diritto canonico presso l'Università di Granada e fu ordinato sacerdote il 17 dicembre 1689. Il 30 marzo 1716 fu nominato vescovo di Barcellona.
Promosse e finanziò la costruzione del celebre Transparente della Cattedrale di Toledo per opera dell'architetto Narciso Tomé che risulta essere uno dei capolavori del barocco spagnolo.
Papa Benedetto XIII lo elevò al rango di cardinale nel concistoro del 26 novembre 1727.
Morì il 9 febbraio 1734 all'età di 69 anni.

## Genealogia episcopale e successione apostolica
La genealogia episcopale è:
- Cardinale Guillaume d'Estouteville, O.S.B.Clun.
- Papa Sisto IV
- Papa Giulio II
- Cardinale Raffaele Sansone Riario
- Papa Leone X
- Papa Paolo III
- Cardinale Francesco Pisani
- Cardinale Alfonso Gesualdo di Conza
- Papa Clemente VIII
- Cardinale Pietro Aldobrandini
- Cardinale Laudivio Zacchia
- Papa Innocenzo X
- Cardinale Francesco Peretti di Montalto
- Cardinale Federico Borromeo
- Vescovo Juan Asensio Barrios, O. de M.
- Cardinale Pedro de Salazar Gutiérrez de Toledo, O. de M.
- Cardinale Luis Antonio Belluga y Moncada, C.O.
- Cardinale Diego de Astorga y Céspedes

La successione apostolica è:
- Arcivescovo Andrés de Orbe y Larreátegui (1721)
- Vescovo Juan Lancaster Norona (1721)
- Vescovo Antonio Maldonado y Minoja (1722)
- Vescovo Manuel José de Hendaya y Haro (1724)
- Vescovo Andrés Murillo Velarde (1725)
- Arcivescovo Agustín Rodríguez Delgado (1726)
- Vescovo Pedro Ayala, O.P. (1728)
- Arcivescovo Manuel Isidro Orozco Manrique de Lara (1732)